# Uniwersytet Tohoku
Uniwersytet Tohoku (jap. 東北大学 Tōhoku Daigaku) − jeden z prestiżowych, państwowych uniwersytetów w Japonii, z siedzibą w mieście Sendai, w prefekturze Miyagi (region Tōhoku). Posiada 10 wydziałów. W 2003 roku na uniwersytecie studiowało około 15 tys. studentów.
Uniwersytet został założony w 1907 roku pod nazwą „Cesarski Uniwersytet Tohoku” (東北帝國大學 Tōhoku Teikoku Daigaku). Na początku posiadał trzy wydziały: Rolnictwa, Nauk Ścisłych i Medycyny. W 1919 roku został rozszerzony o Wydział Inżynierii, a w 1922 – Literatury. 
Po II wojnie światowej (w 1947) uniwersytet przyjął obecną nazwę i został rozszerzony o Wydział Rolnictwa. Ponadto, w 1949 roku dawny Wydział Prawa i Literatury został podzielony na wydziały: Prawa, Literatury i Ekonomii. 
Kolejne wydziały były dodawane w następującej kolejności: Pedagogiczny w 1949, Stomatologii w 1965, Farmacji w 1972. Od kwietnia 2004 Uniwersytet Tohoku jest państwową korporacją uniwersytecką.

## Uniwersytet Tohoku w Azji
Ranking najlepszych uniwersytetów przygotowany przez Asiaweek Magazine (1998)
- 1. University of Tokyo, Japonia
- 2. Tohoku University, Japonia
- 3. Kyoto University, Japonia
- 4. University of Hong Kong, Hongkong
- 5. National University of Singapore, Singapur
- 6. Seoul National University, Korea Południowa
- 7. National Taiwan University, Tajwan
- 8. Chinese University of Hong Kong, Hongkong
- 9. University of Melbourne, Australia
- 10.University of New South Wales, Australia